# Saturday Night and Sunday Morning
Saturday Night and Sunday Morning és una pel·lícula de l'any 1960 dirigida per Karel Reisz i protagonitzada per Albert Finney i Shirley Anne Field.

## Argument
Arthur Seaton (Albert Finney), un jove de naturalesa rebel i prepotent, fa de peó en una indústria metal·lúrgica de Nottingham. Se sent insatisfet i sol rebentar-se el sou amb beguda i diversió. Surt amb noies, cas de la Doreen Gratton (Shirley Anne Field), però no li agrada que li parlin de matrimoni. No vol compromisos amb ningú i detesta sentir-se esclavitzat per un salari. Fa temps que manté relacions secretes amb Brenda (Rachel Roberts), dona d'un company de la fàbrica. Brenda li diu que espera un fill seu i Arthur la convenç perquè avorti. Una nit, dos soldats li donen una pallissa. Un d'ells és germà del marit de Brenda.

## Context històric i artístic
Saturday Night and Sunday Morning és una obra paradigmàtica del Free Cinema, la qual fou rodada a la localitat industrial de Nottingham amb menys de cent mil lliures. Segueix el nou corrent de realisme social i de determinació rupturista amb què alguns joves autors van voler diferenciar-se -pel que fa a temàtiques, llenguatge i tipus de producció- del cinema britànic de tota la vida. A partir de la literatura d'Alan Sillitoe, que llavors ja era el més llegit dels angry young men, el primer llargmetratge de Karel Reisz situa els conflictes dins l'entorn obrer i urbà de la ciutat natal de l'escriptor. Allà viu l'irresponsable i sempre furiós Arthur, un fill d'obrers en el qual es pot reconèixer l'irat Sillitoe. "No vull convertir-me en un esclau del salari", diu Arthur. El noi refusa les regles de conducta, es mostra rebel amb l'ordre establert i abomina del, per a ell, anacrònic model de societat. En un altre nivell, la trama destapa el doble fons de la seua identitat, diàriament exposada a la paranoia d'una existència buida, insatisfeta i sense ètica. De mica en mica, el retrat d'Arthur s'amplia fins a assolir una dimensió col·lectiva on emergeixen els mals i les contradiccions d'una societat fatigada i recelosa, i serveix per a denunciar un sistema econòmic opressiu i alineant. Conclusió que subscriuen el realitzador Karel Reisz, el productor Tony Richardson i el novel·lista Alan Sillitoe, també autor de La solitud del corredor de fons, que seria portada al cinema el 1963 pel mateix Richardson.
Una de les troballes del film es diu Albert Finney, vigorós actor de 23 anys, qui aviat es convertiria en una de les noves estrelles del cinema anglès. L'altre nom destacable és el de Freddie Francis, operador fotogràfic capaç d'atrapar amb auster naturalisme i semblança documental les llars, tallers, tavernes i suburbis de la classe obrera britànica. Impressionat per la pel·lícula, John Lennon escriuria temps després Working Class Hero, una cançó plena de ràbia.

## Frases cèlebres
| « | "Jo encara tinc pebrots, no com la majoria de la gent. L'únic que sé és que no vull acabar com el meu pare i la meua mare. Tenen un televisor i viuen tranquils, però estan ben morts per dins. No dic que ells en tinguin la culpa. Els han organitzat la vida i qualsevol podria manipular-los amb una mà com si fossin un parell d'ovelles. A la vida hi ha més coses que les que tenen els meus pares." (Arthur Finney interpretant el jove i rebel Arthur) | » |

| « | Arthur Seaton: "No deixis que els fills de puta et fotin!" | » |

## Curiositats
- És la pel·lícula favorita de Steven Patrick Morrissey (líder, lletrista i vocalista de la banda anglesa The Smiths).[3]
- La Legió de la Decència (en anglès, The Legion of Decency) es va negar a donar el seu segell d'aprovació a aquesta pel·lícula, la qual cosa va afectar la seua distribució als Estats Units.[3]
- El bateria del grup que toca al pub durant l'escena del concurs és el mateix germà d'Alan Sillitoe.[3]
- Dudley Moore toca el piano a la seua banda sonora.[3]
- És inclosa al llibre 1001 Movies You Must See Before You Die (1001 pel·lícules que cal veure abans de morir) editat per Steven Jay Schneider.[3]
- Fou el primer film de Colin Blakely.[3]

## Premis
- 1960: 3 Premis BAFTA (incloent-hi a la Millor Pel·lícula Britànica)
- 1961: Festival Internacional de Cinema de Mar del Plata (Millor Pel·lícula)
- 1961: National Board of Review (Millor Actor)[4]